# Мохаммед Абдель-Шафи
Мохаммед Абдель-Шафи (араб. محمد عبد الشافي‎, 1 июля 1985, Каир) — египетский футболист, защитник сборной Египта и саудовского клуба «Аль-Ахли» из Джидды.

## Клубная карьера
Будучи воспитанником «Замалека» Мохаммед Абдель-Шафи начинал свою профессиональную карьеру футболиста в другом каирском клубе ЕНППИ в 2003 году. В 2005 году он стал игроком команды «Газль Эль-Махалла», а в 2008 году вернулся в «Замалек», где провёл следующие шесть лет. В начале октября 2014 года египтянин на правах аренды перешёл в саудовский «Аль-Ахли» из Джидды. Летом 2015 года он заключил с этим клубом полноценный контракт.

## Карьера в сборной
29 декабря 2009 года Мохаммед Абдель-Шафи дебютировал в составе сборной Египта в товарищеском матче против команды Малави. Он был достаточно неожиданно включён в египетскую заявку на Кубок африканских наций 2010 года, проходивший в Анголе. На этом турнире он забил свой первый гол, доведя счёт до крупного в принципиальном поединке против Алжира. В финале первенства Абдель-Шафи вышел на замену на 57-й минуте, внеся свой вклад в итоговую победу и завоевание чемпионского титула. На Кубке африканских наций 2017 в Габоне он отыграл лишь два матча группового этапа, а его команда сумела дойти до финала.

## Достижения
«Замалек»
- Обладатель Кубка Египта (3): 2007/08, 2012/13, 2013/14

 «Аль-Ахли»
- Чемпион Саудовской Аравии (1): 2015/16
- Обладатель Кубка наследного принца Саудовской Аравии (1): 2014/15
- Обладатель Саудовского кубка чемпионов (1): 2016
- Обладатель Суперкубка Саудовской Аравии (1): 2016

 Сборная Египта
- Победитель Кубка африканских наций (1): 2010
  - Финалист (1): 2017